# جبال بونتيك
تُشكل جبال بونتيك (بالإنجليزية: Pontic) (بالتركية: Kuzey Anadolu Dağları) إحدى سلاسل جبال تركيا الشمالية وهي تُعرف أيضًا باسم جبال بارهار (Parhar) في اللغة التركية العاميّة ولغة سكان تركيا اليونانيين. يرجع أصل مصطلح "Parhar" إلى الكلمة الحيثيّة التي يقصد بها «ارتفاع» أو «قمة». كما كانت هذه الجبال تُعرف في العصور القديمة باسم جبال Paryadres
 أو جبال Parihedri
.